# Rijksgraafschap Hallermund
Hallermund was een tot de Nederrijns-Westfaalse Kreits behorend rijksgraafschap binnen het Heilige Roomse Rijk.
Hallermund was een burcht in Springe in de deelstaat Nedersaksen, middelpunt van een tot 1436 bestaand graafschap. Na het uitsterven van de graven was het graafschap ingelijfd bij Brunswijkse vorstendom Calenberg.
In 1704 beleent de keurvorst van Hannover zijn geheimraad en erfelijk postmeester graaf Frans Ernst van Platen met Hallermund.
Frans Ernst was op 20 juli 1689 verheven tot rijksgraaf. De belangrijkste reden voor deze verheffing is waarschijnlijk het feit dat de echtgenote van Frans Ernst, Clara Elisabeth van Meijersburg een buitenechtelijke dochter had van keurvorst Ernst August van Brunswijk-Lüneburg, terwijl Frans Ernst als de wettige vader te boek stond. Op deze manier werd de dochter van Ernst August via een omweg gravin.
In 1706 wordt Hallermund tot rijksgraafschap verheven. Hierdoor wordt Frans Ernst in 1709 opgenomen in de bank van de Westfaalse graven van de Rijksdag en in de Nederrijns-Westfaalse Kreits.
Het graafschap speelt geen eigen rol in de geschiedenis, maar volgt de lotgevallen van het keurvorstendom Hannover. Van 1810 tot 1813 is het dus deel van het koninkrijk Westfalen. Het congres van Wenen herstelt de oude situatie in 1815 uiteraard niet en voortaan heeft Hallermund de status van gemediatiseerd graafschap binnen het koninkrijk Hannover.
Opmerkelijk is het feit dat het de leden van de familie vrijwel niet lukt huwelijken te sluiten met leden van de rijksgrafelijke huizen.
Regenten
| regering  | naam           | geboren   | overleden  | familie |
| --------- | -------------- | --------- | ---------- | ------- |
| 1706-1709 | Frans Ernst    | 1631      | 14-6-1709  |         |
| 1709-1726 | Ernst August   | 3-8-1674  | 20-9-1726  | zoon    |
| 1726-1772 | Georg Lodewijk | 14-2-1704 | 18-7-1772  | zoon    |
| 1772-1810 | Ernst Frans    | 7-11-1739 | 17-12-1818 | zoon    |